# Manuel Tavares de Almeida
Manuel Rodrigues Tavares de Almeida Neto (11 de diciembre de 1993) es un jinete brasileño que compite en la modalidad de doma. Ganó una medalla de plata en los Juegos Panamericanos de 2023, en la prueba por equipos.

## Palmarés internacional
| Juegos Panamericanos | Juegos Panamericanos | Juegos Panamericanos | Juegos Panamericanos |
| Año                  | Lugar                | Medalla              | Categoría            |
| -------------------- | -------------------- | -------------------- | -------------------- |
| 2023                 | Santiago (Chile)     | Medalla de plata     | Por equipos          |